# Cherry Valley (village, New York)
Pour les articles homonymes, voir Cherry Valley et Cherry Valley (New York).
Cherry Valley est un village du comté d'Otsego, dans l'État de New York, aux États-Unis,. En 2010, il comptait une population de 520 habitants.

## Démographie
Lors du recensement de 2000, le village comptait une population de 520 habitants, tandis qu'en 2019, elle est estimée à 489 habitants.